# 皮埃尔·高乃依
皮埃尔·高乃依（法語：Pierre Corneille，1606年6月6日—1684年10月1日），出生于法国西北部的鲁昂，是十七世纪上半叶法国古典主义悲剧的代表作家，法国古典主义悲剧的奠基人，与莫里哀、拉辛并称法国古典戏剧三杰。主要作品有《熙德》、《西拿》、《波利耶克特》和《贺拉斯》等。他的剧作题材丰富，内容深刻，对当时的法国社会产生了很大影响。

## 生平

### 早期生涯
高乃依生于鲁昂一个殷实的小资产阶级家庭，祖父是诺曼底议会的掌玺参事，父亲在鲁昂子爵领地担任水泽森林特别管理。作为六个孩子中的长子，他先在耶稣会设立的学校念书，毕业后，又潜心攻读法律，1628年学成以后父亲为他买了两个职位：鲁昂王家水泽森林事务律师和法国海军部驻鲁昂律师。一年后，爱情失意的高乃依开始写作他的第一部作品：喜剧《梅里达》（Mélite），并于同年在巴黎上演，结果大受欢迎。之后，高乃依又连续创作了《克利唐德》（Clitandre）、《寡妇》（la Veuve）、《皇家广场》（la Place Royale）等3部喜剧、3部悲喜剧和1部悲剧《梅黛》（Médée），与当时充斥舞台的一些杂乱无章的作品相比，他的剧本风格较为简朴，时代气息较强，反映了当时巴黎社会的风貌，显示出与众不同的特色。

### 五作家社（Les Cinq Auteurs）
对高乃依来说，1634年是重要的一年，他被选中为红衣主教黎塞留到鲁昂的访问作诗。他的诗作引起了后者的注意，被纳入“五作家社”。“五作家社”是黎塞留亲自领导的剧作社，秉承黎塞留的旨意进行创作，以强调道德为主。由黎塞留提出构思，剧作家完成剧本创作。高乃依由此领到一笔丰厚的年俸，并能涉足上流社会的沙龙。然而，高乃依认为黎塞留的要求过于苛刻，缺乏创作自由。由于与黎塞留意见不和，高乃依在首份合约到期后退出五作家社，回到鲁昂。

### 熙德
1636年，高乃依根据西班牙英雄传奇创作的悲剧《熙德》在巴黎公演，轰动全城，取得辉煌的成功，“像《熙德》一样美”成了一句成语。。《熙德》被认为是高乃依最成功的剧作，主人公的原型是西班牙民族英雄罗德里戈·迪亚斯·德·维瓦尔，或称熙德（El Cid Campeador）。
在1637年的上演版本中，《熙德》被称作悲喜剧。尽管《熙德》在当时大受欢迎，但它的创作背离了经典戏剧的三一律，为此招致各种批评，引发了关于戏剧创作应该遵循怎样的规律的论战，史称“《熙德》的论战”。刚刚成立不久，在黎塞留主导下对法国文艺界进行控制的法兰西学院认为《熙德》虽然成功，但存在“瑕疵”，因为《熙德》没有遵守“三一律”的原则，即“同一地点”，“同一时间”和“同一事件”，黎塞留要求对《熙德》进行彻底的评析。
论战是以发行小册子的形式进行的。对《熙德》的道德指责主要集中在戏剧的作用上，认为戏剧的主要功能是进行道德教育，而《熙德》不仅对黎塞留所禁止的决斗进行辩护，而且选择西班牙的传奇作为题材（当时法国正与西班牙交战）。此外，高乃依过于高傲的态度也引起了其他作家的不满。当时著名的剧作家乔治·德·斯居台利（Georges de Scudéry）在他的《对〈熙德〉的观察》中严厉批评《熙德》，并写信要求法兰西学院对《熙德》进行评价。法兰西学院遂于1637年12月托让·夏普兰（Jean Chapelain）将观点发表在《法兰西学院对悲喜剧熙德的观感》（Sentiments de l'Académie française sur la tragi-comédie du Cid）中。
在巨大的压力下，高乃依选择了沉默。他退出了公众视野，回到鲁昂。

### 回应
隐居3年之后，高乃依于1640年再次出现在巴黎戏剧界。《熙德》遭受的批评使高乃依决心写出遵循三一律的作品，这在他接下来的三部作品：贺拉斯（Horace，1640）、西拿（Cinna，1643）和波利耶克特（Polyeucte,1643）中得到了体现。这三部作品和《熙德》并称为高乃依的“经典四部曲”。作为对法兰西学院的回应，高乃依也数次对《熙德》进行修改，使其更接近经典悲剧的标准。1648、1660及1682的版本中，《熙德》不再被称为“悲喜剧”，而称为“悲剧”。
1640年代中期，高乃依继续创作了悲剧《庞培之死》(La Mort de Pompée，1644年公演)、《罗多庚》(Rodogune，1645年公演)、《西奥多》(Theodore，1646年公演)、《埃拉克留斯》(Héraclius，performed 1647年公演)以及喜剧《说谎者》(Le Menteur，1644年公演)，他的声望达到了顶峰，他的剧作的合集也在这时出版了。1641年，高乃依与玛丽·德·郎贝里耶（Marie de Lampérière）结婚。
1647年，高乃依被选入法兰西学院，坐第14把交椅，此位置在高乃依去世后由他的弟弟，同是剧作家的托马斯·高乃依接任。
1652年，高乃依的新剧《佩尔塔里特》(Pertharite)遭到失败，评论界和观众都反应冷淡。遭受沉重打击的高乃依再次淡出，搁笔近八年。1659年，高乃依在劝说下重新执笔，又创作了《欧迪普》(Oedipe)，并受到路易十四的赞赏。一年后，高乃依出版了《剧诗三论》，在一定程度上为他的戏剧风格辩护，作为对《熙德》的论战的回应。他一方面承认经典戏剧理论的重要性，另一方面也认为亚里士多德的戏剧理念不应该被狭隘地理解，而应该由剧作家自己来阐释，否则过于严苛的理论会压抑创新的尝试。

### 晚期作品
晚年的高乃依仍然高产，连续14年保持着每年一部作品的速度。但他的后期作品并不如以往那样成功。这时的法国剧作界新星不断，出现了拉辛和莫里哀等才华横溢的作家。此时高乃依的作品多数为悲剧，他的最后一部作品是《苏莱娜》(Suréna ，1674)。之后，高乃依彻底退出剧作界，于1684年在巴黎的家中去世。葬于圣罗奇教堂，直到1821年才立上墓碑。

## 作品

### 喜剧
1630年以前，喜剧在法国并不受重视。高乃依之前的喜剧大都是夸张而粗糙的作品，类似于荒诞剧。高乃依为喜剧创造了一种新的形式。他的喜剧强调人物和道德，并注重对爱情的描绘。受田园小说（特别是奧諾雷·杜爾菲（Honoré d'Urfé）的小说《阿絲特蕾》（l'Astrée））的影响，高乃依的喜剧一般取材于世俗背景，讲述城市贵族子弟的生活和爱情。无论是情节，对话还是人物的表现都十分成功。但与田园小说在平静的气氛下描述爱情不同，高乃依侧重于在困境与痛苦中表达人物的内心与品格。因此，对高乃依来说，喜剧的“喜”，并不是为了引人发笑，而是表现一种“欢乐的浪漫”和“令人愉快的真实”，即要表现出真实的资产阶级的日常生活。这种特色与他的悲剧相反，因为后者的主题主要是历史上或神话中的贵族故事。此外，高乃依希望戏剧尽量朴素自然，剧中的对话应该是“对正直高尚的人的对话的模仿”。

### 悲剧

#### 熙德
提到高乃依的悲剧，首先要谈的就是《熙德》。《熙德》对于17世纪以至于整个戏剧历史都有重大影响。作为高乃依的“经典四部曲”的开篇之作，《熙德》不仅取得了空前的成功，也引发了17世纪剧作界最大的论战，对古典悲剧的奠定功不可没。
《熙德》在开始时是一部悲喜剧。悲喜剧并不是悲剧和喜剧的混合，而是指包含浪漫元素、结局圆满的悲剧。作为戏剧，《熙德》并没有遵从传统戏剧的三一律。剧中包含了两个不同的事件，尽管一个是另一个的附属。事件的地点也不统一。这也是引起“熙德的论战”的根源。

#### 贺拉斯
《贺拉斯》是“《熙德》的论战”后高乃依作为回应的首部作品。然而，这部作品同样引起了争议。引起争议的仍然是事件的不统一。《贺拉斯》的主线是为了避免罗马与阿尔巴间的战争，两个家族进行决斗，但也有另一条交错的主线，就是两对男女主人公之间的爱情，以及主人公贺拉斯杀死妹妹卡米儿。然而，在精神上，《贺拉斯》的事件是统一的，就是对危难的抗争（尽管表现在两个不同的方面上）。

#### 作品的历史性与政治性
高乃依的悲剧总是取材于历史（或神话）。《贺拉斯》、《西拿》和《波利耶克特》都是以古代传说或故事为原型，并且都选在罗马历史的关键时刻：初期征服临近的城邦（阿尔巴，《贺拉斯》），从共和国到帝国（《西拿》）以及基督教地位的确立（《波利厄科特》）。因此，在这些戏剧中，时代的危机感十分强烈，并且暗合于高乃依所处时代的状况。《贺拉斯》的背景是罗马与阿尔巴的战争，描述一个罗马青年贵族杀死了他妹妹的丈夫，一个阿尔巴贵族。而当时（1636年）的法国正与西班牙交战，而且当时的君主菲利普四世和路易十三与剧中人物一样，互娶对方的姊妹为妻。不仅如此，《贺拉斯》提出了“以国家利益为重”的合法性问题：是否为了国家和荣誉，一个公民可以杀死自己的妹妹呢？在当时的严重分裂的法国社会，这是一个普遍存在的问题。《西拿》也一样，讲述罗马共和国的公民密谋反对奥古斯特将共和国变为帝国，引出了中央集权的合法性的问题，这同路易十三与黎塞留加强中央集权的情况不谋而合。

## 作品列表

### 戏剧
- 梅里达 (1629)
- 克利唐德 (1630–31)
- 寡妇 (1631)
- la Galerie du Palais (1631–32)
- 皇家广场 (1633–34)
- l'Illusion comique (1636)
- 梅黛 (1635)
- 熙德 (1637)
- 贺拉斯 (1640)
- 西拿 (1641)
- 波利耶克特 (1642)
- 庞培之死 (1643)
- 说谎者 (1643)
- 罗多庚 (1644)
- 埃拉克留斯 (1647)
- Don Sanche d'Aragon (1650)
- Andromède, (1650)
- Nicomède, (1651)
- 佩尔塔里特, (1651)
- l'Imitation de Jésus-Christ (1656)
- 欧迪普 (1659)
- rois Discours sur le poème dramatique (1660)
- La Toison d'or (1660)
- Sertorius (1662)
- Othon (1664)
- Agésilas (1666)
- Attila (1667)
- Tite et Bérénice (1670)
- Psyché (w/ Molière and Philippe Quinault,1671)
- Suréna (1674)

## 资料来源
1. ↑  .   [2007-11-16]. （原始内容存档于2016-03-04）.
2. ↑  Henri Martin 《Histoire de France, depuis les temps les plus reculés jusqu'en 1789》，Furne，1880 P.136
3. ↑  .   [2007-11-13]. （原始内容存档于2007-09-17）.